# غشاء شنايدر

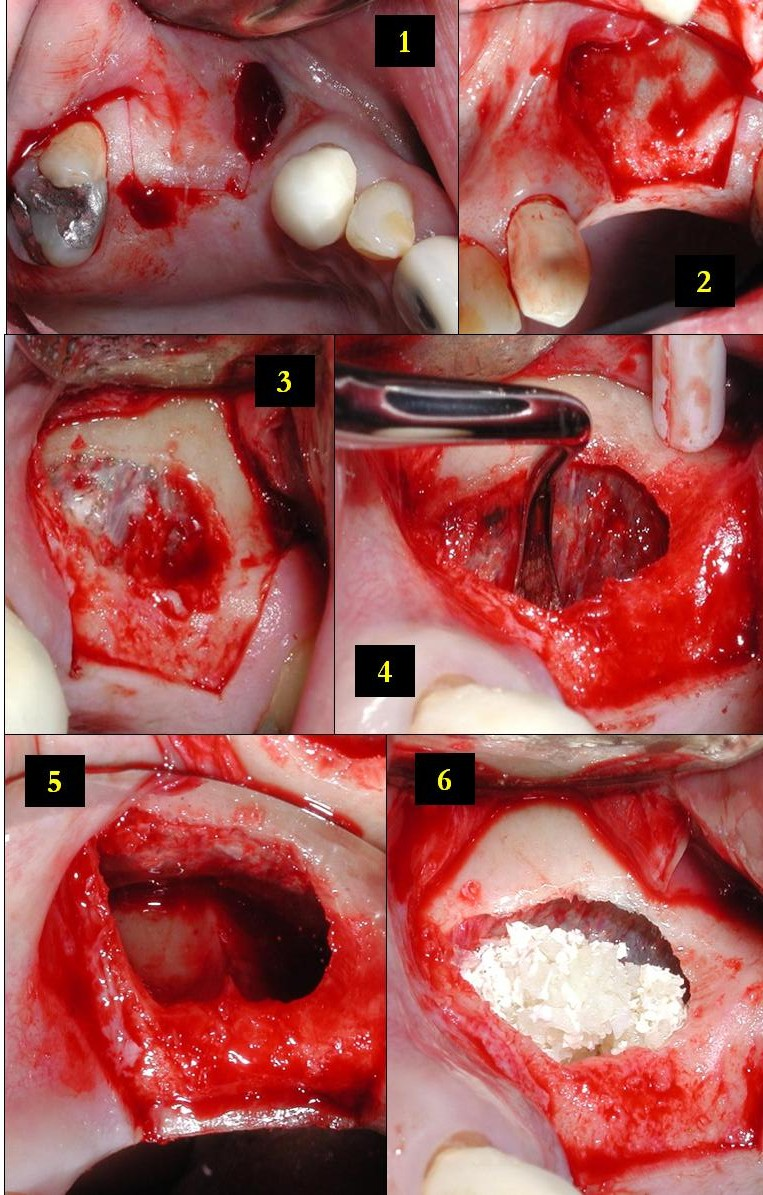
1) منطقة خالية من الأسنان (Edentulous) تفتقد إلى سِنّتيْن يتم إعدادها كموْضِع لزراعة الأسنان في المستقبل من خلال فتحة في الجيوب الأنفية؛ وقد تم توضيح الشقوق التي تم فتحها في الأنسجة الرخوة هنا.
2) يتم تحريك الأنسجة الرخوة للخلف لإظهار الجدار الجانبي التحتي لجيب الفك العُلوي (maxillary sinus) الشمالي.
3) تم إزالة العظْمَة من خلال جهاز الكهرباء الانضغاطية حتى يتسنى إظهار غشاء شنايدر (Schneiderian membrane) التحتي المُبطّن لتجويف جيب الفك العُلوِي.
4) ومن خلال الاستخدام الحَذِر للأدوات، يتم تقشير الغشاء من الجانب الداخلي لتجويف الجيب.
5) ثم يتم عكس الغشاء من الجانب الداخلي للجزء السفلي لتجويف الجيب؛ حتى يتمكن الطبيب من رؤية القاع العظمي لتجويف الجيب بدون غشائها المُبَطّن (لاحظ الحرف المُثَلّث للعظمة داخل التجويف، المعروف بحاجز آندرْوود (Underwood's septum)).
6) ويتم زراعة المساحة الجديدة التي تم عملها داخل تجويف الجيب والتي لا تزال خلف الغشاء السليم بطُعْم خَيْفِيّ عظمي (allograft bone) من جثة بشرية. ويكون قاع التجويف الآن يبلغ حوالي 10 ملم أو أطول من وضعه السابق، مما يوفر المساحة الكافية لإجراء زراعة الأسنان في المنطقة الخالية من الأسنان.

في التشريح، يكون غشاء شنايدر عبارة عن غشاء مُبطّن (membranous lining) لتجويف جيب الفك العُلوي.